# ريتشارد إرنست ويليام تورنر
ريتشارد إرنست ويليام تورنر هو جندي كندي، ولد في 25 يوليو 1871 في مدينة كيبك في كندا، وتوفي في 19 يونيو 1961 في Sainte-Foy, Quebec City ‏ في كندا.